# Palazzo Spada
Palazzo Spada, già Palazzo Capodiferro, è l'edificio storico di Roma nel quale hanno sede il Consiglio di Stato e la Galleria Spada. Si trova in Piazza Capo di Ferro, una piccola piazzetta del Rione Regola, lungo il percorso che da piazza Farnese conduce a via Arenula.

## Storia

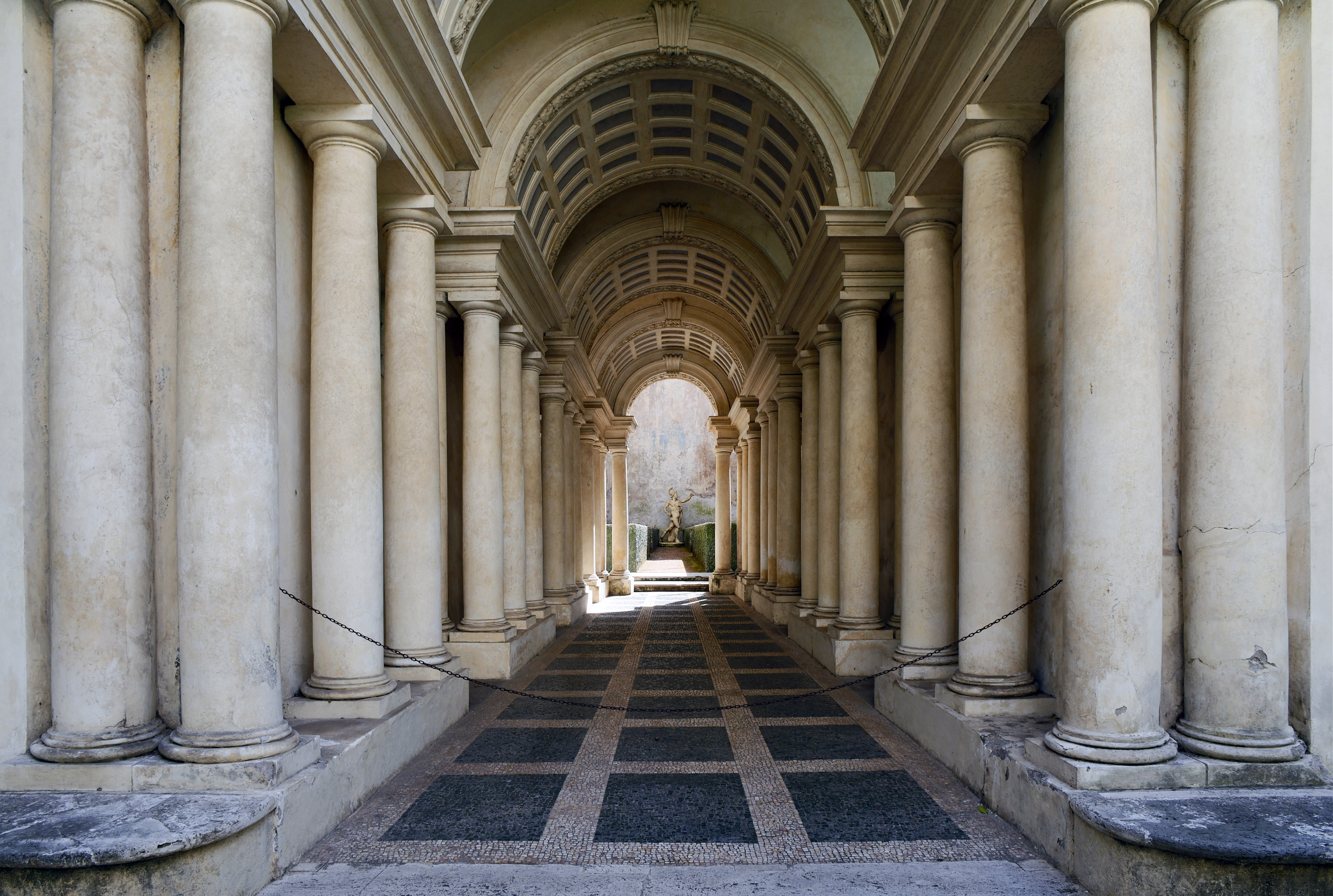
La galleria prospettica del Borromini

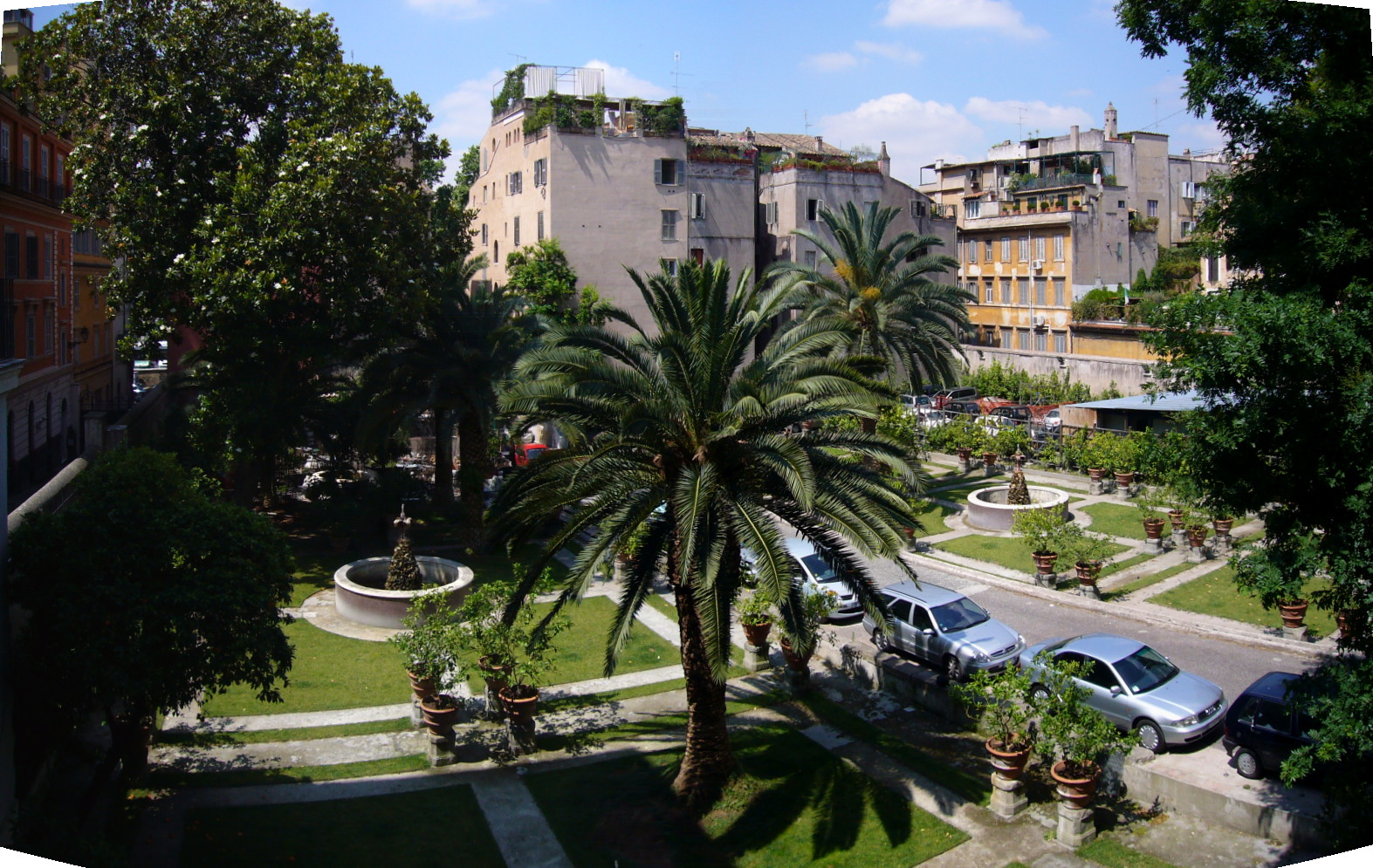
Il giardino verso via Giulia nel 2007

Fu costruito a partire dal 1550, sotto il pontificato di Giulio III, a cura della Camera Apostolica. L'architetto fu Bartolomeo Baronino da Casale Monferrato, forse coadiuvato da Girolamo da Carpi, mentre una squadra di lavoro coordinata da Giulio Mazzoni creò i sontuosi stucchi sia dell'interno sia degli esterni. 
Verso il 1555 l'edificio divenne proprietà del cardinale Girolamo Recanati Capodiferro (1501–1559), la cui famiglia materna già possedeva terreni e case nella zona, il rione Regola. Alla morte del cardinal Capodiferro, l'edificio pervenne in via ereditaria alla famiglia Mignanelli, in quanto Fabio Mignanelli, prima di prendere i voti, si era unito in matrimonio con la sorella del cardinale stesso, Antonina Capodiferro. 
Nel luglio del 1632 il palazzo fu comprato dal cardinale Bernardino Spada, il quale vi sistemò il primo nucleo della celebre raccolta di dipinti, in seguito ingrandita ed oggi ancora esposta nel palazzo (Galleria Spada). Bernardino Spada incaricò inoltre Francesco Borromini di ampliare, adattare e modificare la fabbrica secondo i nuovi gusti dell'epoca, propendenti per lo stile barocco.
Il palazzo rimase di proprietà della famiglia Spada, poi Spada Veralli, per circa 300 anni. Nel 1921, in seguito alla morte di Federico Augusto Spada Veralli, III principe di Castel Viscardo, il palazzo pervenne nella disponibilità delle sorelle, Maria Luisa, sposa del principe Giovanni Potenziani, e Olga, sposa del duca Astorre Gabrielli di Montevecchio Martinozzi Benedetti. Nonostante un iniziale interesse all'acquisto espresso dal governo degli Stati Uniti d'America, intenzionato a farne la sede della propria Ambasciata presso il Re d'Italia, il 30 novembre 1926 il palazzo fu ceduto, con tutti gli arredi e la galleria, allo Stato Italiano; attualmente ospita il Consiglio di Stato.
Nei primi mesi del 2014 a causa dei lavori per la creazione di alcuni locali sotterranei, fra cui un parcheggio, sono state smontate le fontane seicentesche ed è stato rimosso il manto erboso che ricopriva il giardino retrostante il palazzo, il tutto verrà ripristinato al termine dei lavori di costruzione dei locali sotterranei.

## Descrizione
Le decorazioni scultoree in stucco manieristiche della facciata del palazzo, ispirate a quelle di Palazzo Branconio dell'Aquila, e del cortile, con sculture all'interno di nicchie incorniciate da ghirlande di fiori e frutta, grottesche e scene di significato simbolico in bassorilievo fra le piccole finestre del mezzanino, ne fanno la più ricca facciata del Cinquecento romano. Le statue del primo piano rappresentano Traiano, Pompeo, Fabio Massimo, Romolo, Numa Pompilio, Marco Claudio Marcello, Giulio Cesare e Augusto. Le loro imprese sono narrate in otto grandi riquadri che si alternano alle finestre dell'ultimo piano.
Borromini creò, tra l'altro, il capolavoro di trompe-l'œil della falsa prospettiva nell'androne dell'accesso al cortile, in cui la sequenza di colonne di altezza decrescente e il pavimento che si alza generano l'illusione ottica di una galleria lunga 37 metri (mentre è di 8); in fondo alla galleria, in un giardino illuminato dal sole, si trova una scultura che sembra a grandezza naturale, mentre in realtà è alta solo 60 centimetri.

Per creare la sua falsa prospettiva, Borromini fu aiutato dal matematico padre Giovanni Maria da Bitonto.
Nel cortile sono collocate le statue di Ercole, Marte, Venere, Ebe, Giunone, Giove, Proserpina, Minerva, Mercurio, Anfitrite, Nettuno e Plutone.

### Sala di Pompeo
Il palazzo ospita, al primo piano, in un salone attiguo alla sala delle Quattro stagioni, una colossale scultura di Pompeo Magno, ritenuta essere quella ai cui piedi cadde Giulio Cesare.
Fu trovata nel 1552 sotto le mura di confine di due case romane site nel vicolo dei Leutari (vicino alla Cancelleria): doveva essere decapitata per soddisfare le pretese di entrambe le famiglie, ma il cardinale Capodiferro, chiamato a dirimere la questione, intercedette a favore della scultura presso papa Giulio III, che la comprò, donandola poi allo stesso cardinale.

### La finta prospettiva del Borromini

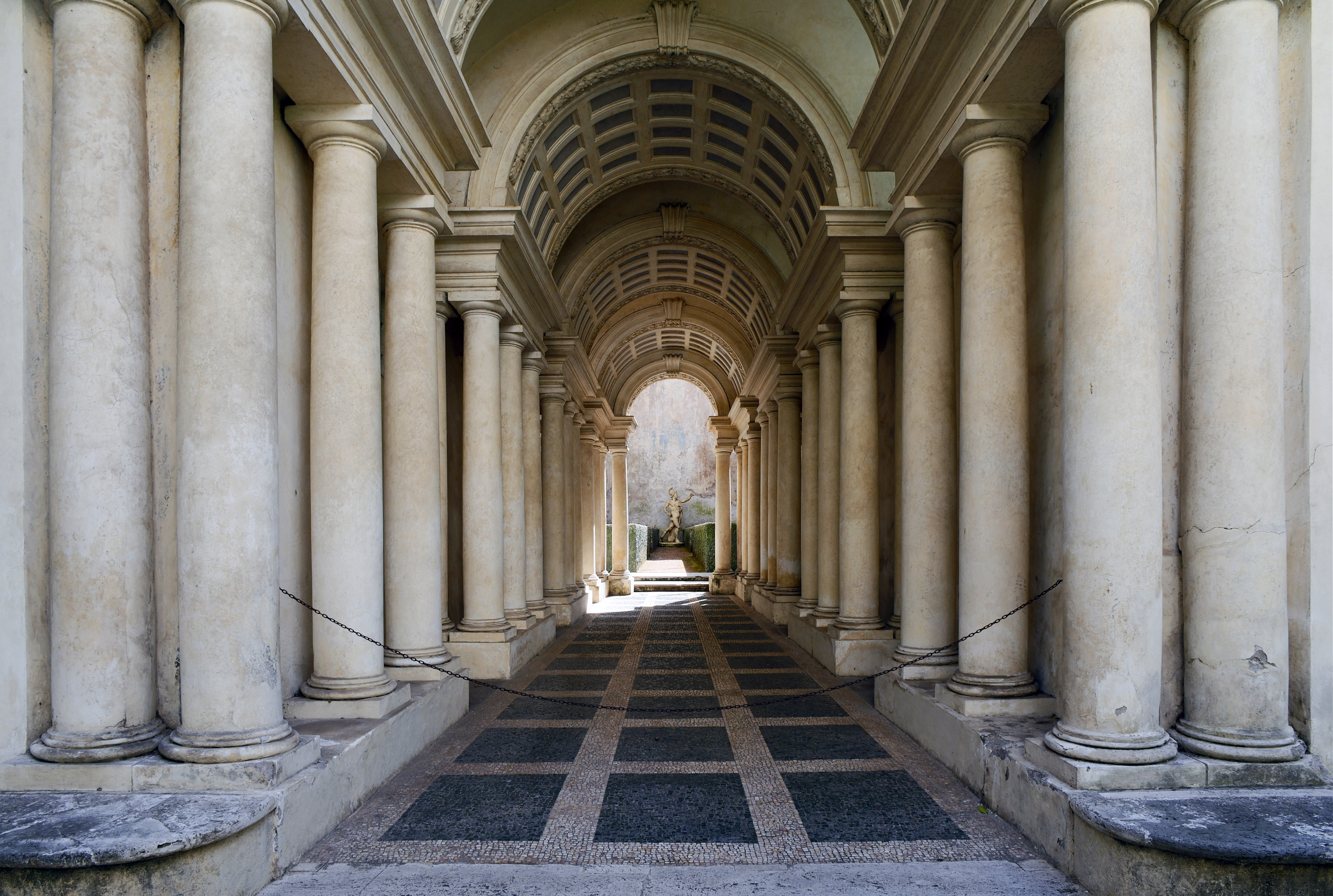
La Prospettiva del Borromini

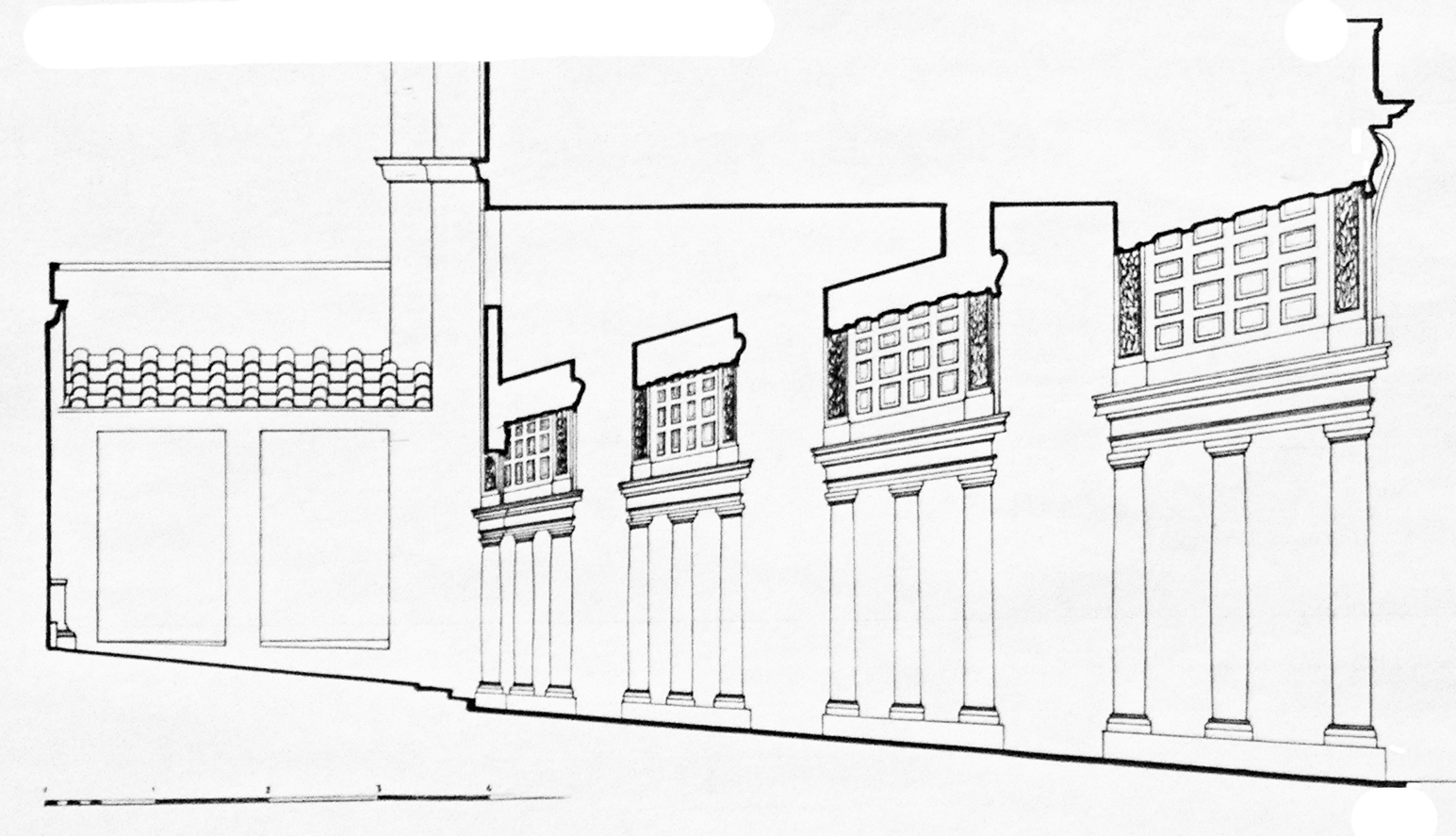
Sezione longitudinale della Prospettiva.

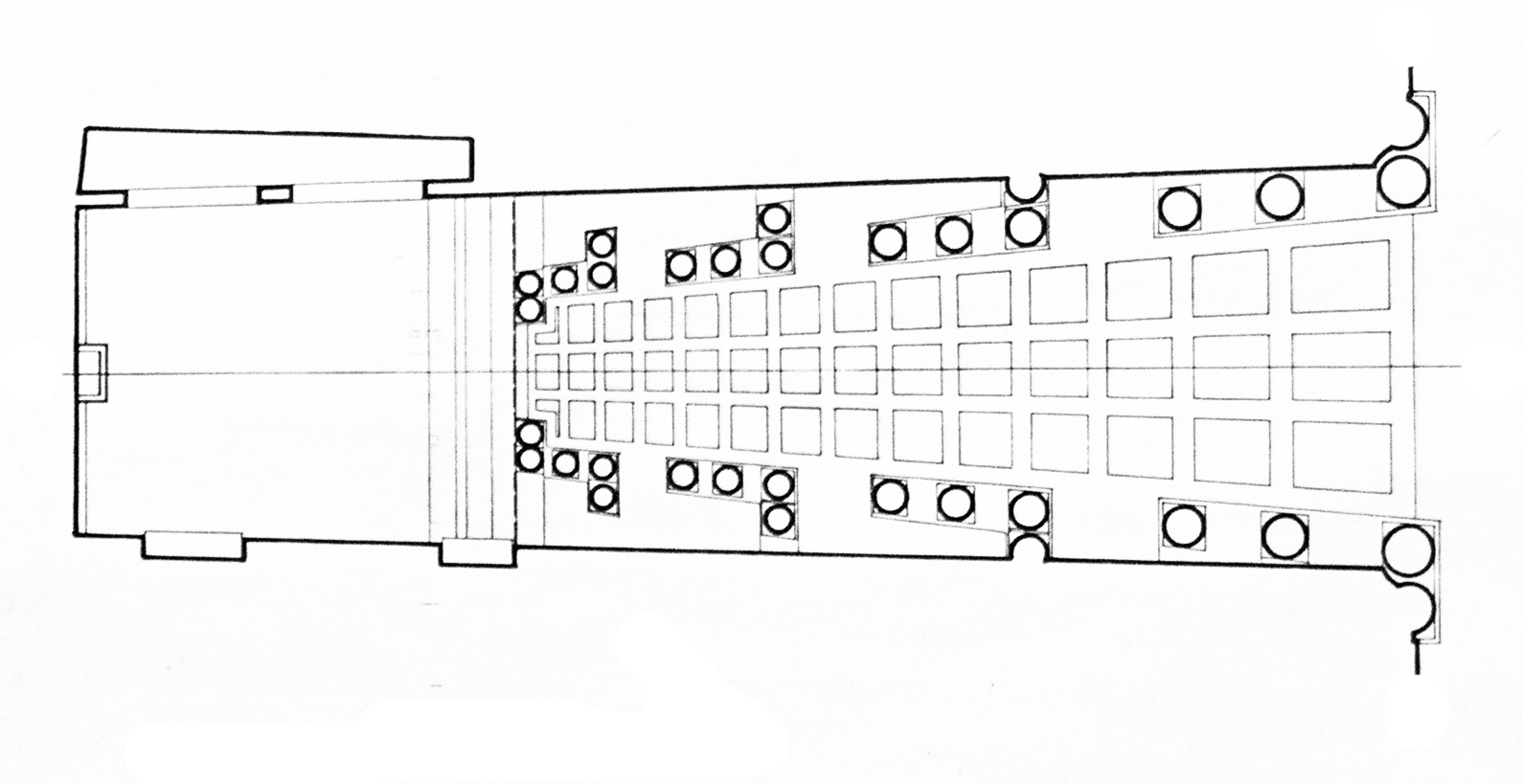
Pianta della Prospettiva.

Transitando nel cortile del Palazzo giungendo dall'ingresso principale, sulla sinistra si scorge, mediante un'apertura centrale sbarrata da un cancello in noce, la colonnata con la prospettiva che si inoltra oltre il piccolo giardino di melangoli; la Prospettiva borrominiana si presenta nella sua forma attuale dopo gli ultimi restauri. 
La finta prospettiva è creata sull'illusione che la colonnata sia lunga circa 35 metri, mentre in realtà è lunga 8,82 metri. L'illusione è dovuta al fatto che i piani convergono in un unico punto di fuga; così, mentre il soffitto scende dall'alto verso il basso, il pavimento mosaicato sale. 
La colonnata borrominiana sostituì una precedente prospettiva affrescata di Giovanni Battista Magni.Per accentuare l'effetto ottico, il Borromini affrescò sulla parete di fondo un finto motivo vegetale. Attualmente sul fondale si trova invece il calco di una statuetta di guerriero di epoca romana, fatta collocare nel 1861 dal principe Clemente Spada; nonostante sia alta solo 60 centimetri, vista dall'ingresso sembra di grandezza naturale. 
La colonnata fu costruita in un solo anno, tra il 1652 e il 1653, da Borromini, aiutato dal Padre agostiniano Giovanni Maria da Bitonto; è frutto dell'interesse di Bernardino Spada per la prospettiva e i giochi prospettici: egli probabilmente attribuiva a questa colonnata il significato dell'inganno morale e dell'illusione delle grandezze terrene. 

## La Galleria Spada
La collezione del cardinale Spada, la Galleria Spada, espone in quattro sale pitture del XVI e XVII secolo di Andrea del Sarto, Guido Reni, Tiziano, Jan Brueghel il Vecchio, Guercino, Hans Dürer,  Domenichino, Annibale Carracci, Salvator Rosa, Parmigianino, Francesco Solimena e Artemisia Gentileschi. I quadri sono esposti secondo il gusto del XVII secolo, cornice contro cornice, con i quadri più piccoli in alto, sopra quelli più grandi.

## Influenza culturale
Nel 1990 è stata emessa una moneta commemorativa da 200 lire rappresentate palazzo Spada, sede del Consiglio di Stato. Nel 2011 le Poste italiane hanno dedicato alla galleria prospettica di Palazzo Spada un francobollo da € 0,60 per celebrare l'ottantesimo anniversario del Consiglio di Stato.